# Andrea Palladio
Andrea di Pietro della Gondola, dit Andrea Palladio, né à Padoue le 30 novembre 1508 et mort à Vicence le 19 août 1580, est un architecte de la Renaissance italienne. Il est l'auteur d'un traité intitulé Les Quatre Livres de l'architecture.
Son œuvre a eu une influence considérable et inspire encore aujourd'hui de nombreux architectes.

## Biographie

### Formation et premières années
Alors qu'il était âgé de treize ans, son père l'inscrit pour six années dans l'atelier de l'architecte et sculpteur Bartolomeo Cavazza da Sossano à Padoue. En avril 1523, alors âgé de 15 ans, Palladio s'enfuit à Vicence mais est contraint de revenir pour rupture de contrat. Un an plus tard, il s'inscrit à la corporation des sculpteurs de Vicence.
En 1534, il est engagé comme maître d’œuvre par le comte Giangiorgio Trissino pour diriger le chantier de la villa Cricoli. Trissino est un poète, philosophe, lettré et diplomate au service de la curie romaine. Cet humaniste, expert d’art militaire, est aussi un passionné d’architecture. Il donne le surnom de Palladio à Andrea, qu'on appelait jusqu'alors Andrea di Pietro. Trissino fait aussi entrer Palladio dans le cercle humaniste de Vicence, l’Accademia Olimpica (it).

### L'influence de Vitruve et de l'Antiquité
Gian Giorgio Trissino, auteur de l’ouvrage épique et poétique L’Italia liberata dai Goti, fait connaître à Palladio les ouvrages de Vitruve et d'Alberti et pousse Palladio à se perfectionner dans les Arts libéraux et l’Humanisme. Trissino et Palladio font, en 1541, un premier voyage archéologique à Rome où ils approfondissent leur connaissance de l’art de bâtir à l'Antique.
Après ce premier voyage, Palladio revient à Vicence où, tout en exerçant son art, il approfondit son étude de Vitruve. Il retourne plusieurs fois à Rome en 1545, 1547 et 1549 pour perfectionner ses relevés qu’il précise et confronte avec les écrits de Vitruve.
Outre Vitruve, dont il est un lecteur attentif, Palladio fait aussi référence à de nombreux auteurs latins tels que Pline, Jules César et à des auteurs qui lui sont plus contemporains comme Alberti ou Vasari.

### Palladio à Venise
À partir de 1550, malgré la disparition de Giangiorgio Trissino et de Paul III, la renommée de Palladio s’étend à Venise, où il dirige la construction de la basilique San Giorgio Maggiore.
En 1554, sous le pontificat de Jules III, Palladio fait son dernier voyage à Rome avec le « révérendissime Daniel Barbaro, Patriarche d'Aquilée », avec lequel il collabora à l’édition du De architectura de Vitruve publié à Venise en 1556. En 1554, toujours, Palladio publie L'Antichità di Roma.
Malgré les représentations des temples de Nîmes dans les Quatre Livres, il semble que Palladio n'ait jamais quitté l'Italie. Il pourrait avoir fait un voyage en Piémont, à la demande d'Emmanuel-Philibert de Savoie pendant l'été 1566. C'est peut-être au cours de ce périple qu'il se rend à La Turbie dont il décrit, toujours dans les Quatre Livres, le monument romain. Son talent est reconnu à Florence, où il est admis en 1566 comme membre de l’Académie du dessin de Florence.
Les Quatre Livres de l'architecture sont édités en 1570 à Venise et comportent les gravures sur bois réalisées sous la direction de Palladio.
Cette même année, Palladio succède à Jacopo Sansovino, décédé, dans la charge d’architecte en chef de la Sérénissime ; il y construit les églises de San Giorgio Maggiore et du Redentore.
Andrea Palladio meurt en 1580, avant d'avoir achevé le Teatro Olimpico de Vicence. C'est son disciple Vincenzo Scamozzi qui le terminera.

### Les portraits de Palladio

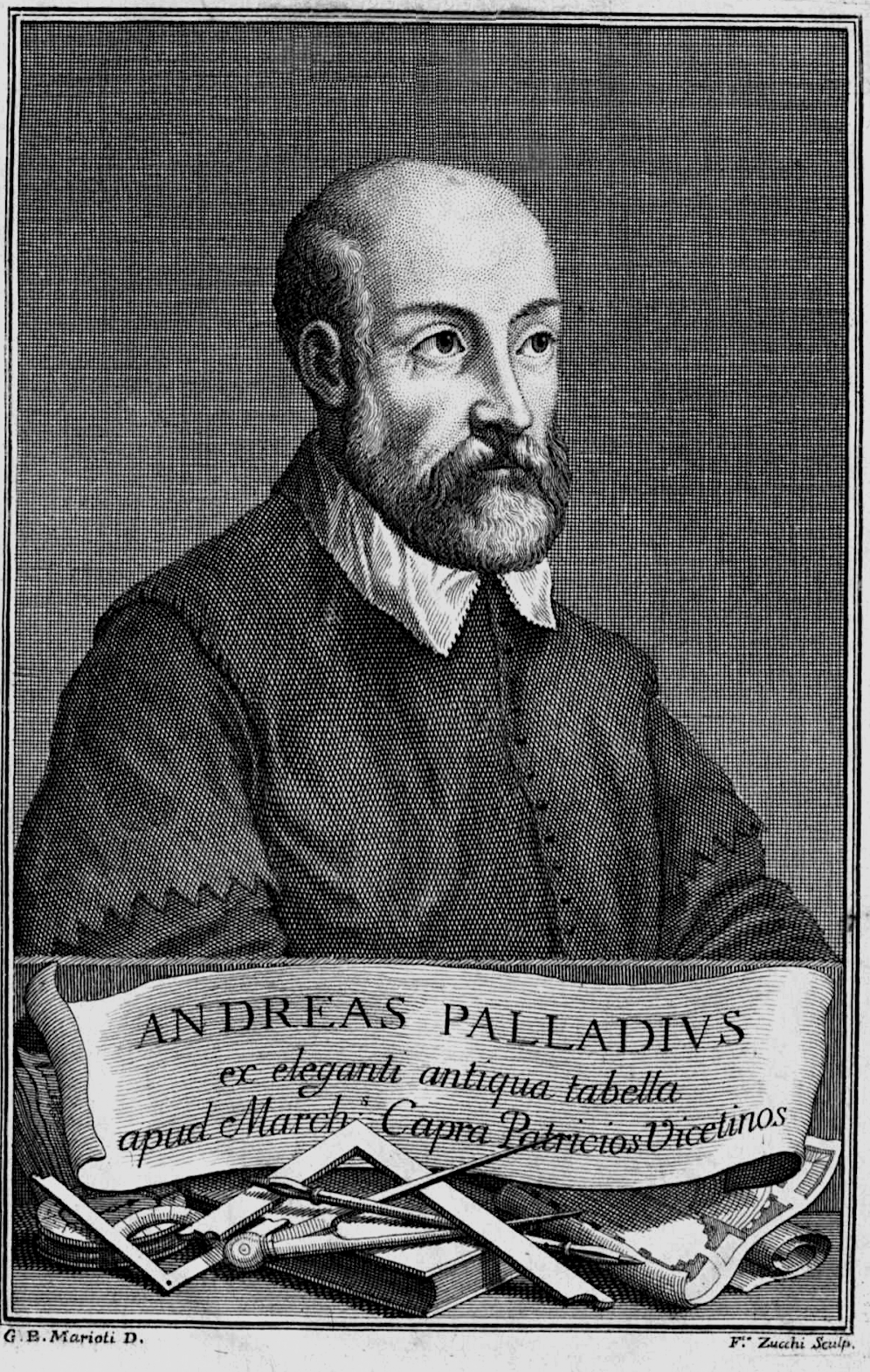
Gravure d'Andrea Palladio
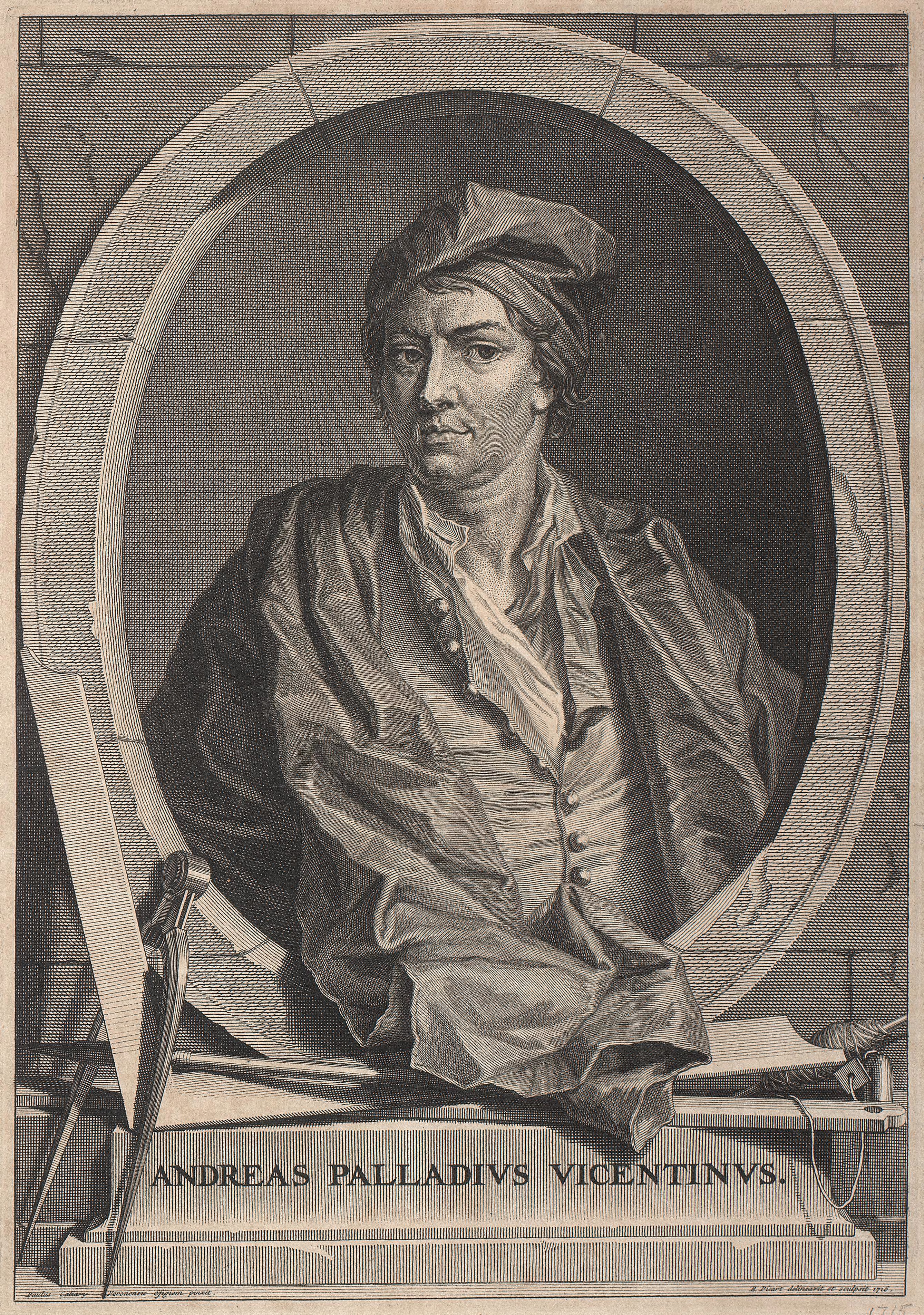
Portrait de Palladio par Leoni 1715

Aucun contemporain de Palladio n'a réalisé de portrait du maître, que ce soit un portrait littéraire ou une image artistique. Andrea Palladio est, du reste, très discret sur lui-même et sur son apparence physique. Il existe un très vague autoportrait se trouvant dans l'adresse au lecteur des Quatre Livres de l'architecture.
Il ne semble pas y avoir eu non plus de biographie avant le XVIIe siècle.
La commande de la statue de l'Académie olympique date de près de huit ans après la mort de Palladio (« tant que la mémoire des traits du maître est encore vive »). Le portrait le plus connu date du XVIIIe siècle ; attribué au graveur Mariotti, il illustre un ouvrage sur le Théâtre Olympique de Vicence.
Le frontispice de The Architecture of A. Palladio (1715), première édition en langue anglaise, par Giacomo Leoni des Quattro libri dell'architettura présente un portrait fantaisiste. Cette description semble avoir été reprise par Lord Burlington vers 1730 qui publie - à son tour - un portrait non moins fictif et imberbe du Palladio attribué à William Kent. En tout état de cause, le personnage représenté sur ces « portraits » britanniques n'est pas Palladio.
Giuseppe Longhi a réalisé son portrait, qui fut gravé au burin par son élève Paolo Caronni (coll. pers.).

## L'Œuvre de Palladio

### Réalisations
La production architecturale de Palladio se concentre en Vénétie, où l'on peut encore admirer, à Vicence, le teatro Olimpico, le grand palais municipal dénommé basilique palladienne, la Loggia del Capitanio ainsi que de nombreux autres palais et villas dont la villa Rotonda.
En 1979, le cinéaste Joseph Losey met en scène cette architecture dans Don Giovanni, adaptation de l'opéra de même nom de Wolfgang Amadeus Mozart.

#### Villas de Palladio en Vénétie
Les villas palladiennes les plus célèbres sont :
- La villa Godi Malinverni, construite de 1537 à 1542[2] ;
- La villa Barbaro à Maser, construite de 1554 à 1560 ;
- La villa Badoer à Fratta Polesine, construite de 1556 à 1563[6] ;
- La villa Foscari près de Mira, construite en 1559-1560[2] ;
- La villa Serego à Santa Sofia, construite en 1565 ;
- La villa Rotonda, près de Vicence, construite en 1566-1571[2].

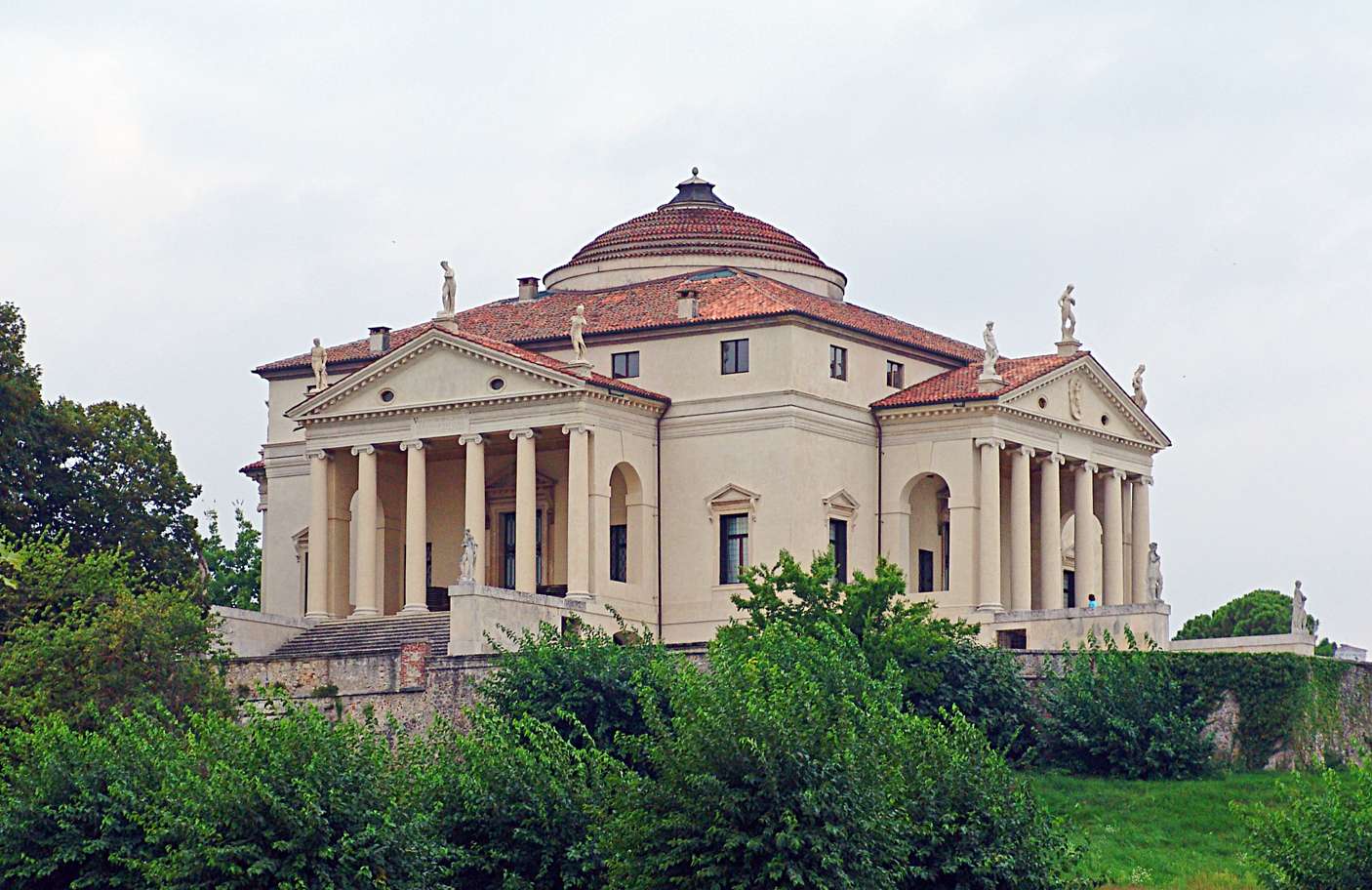
Villa Rotonda.
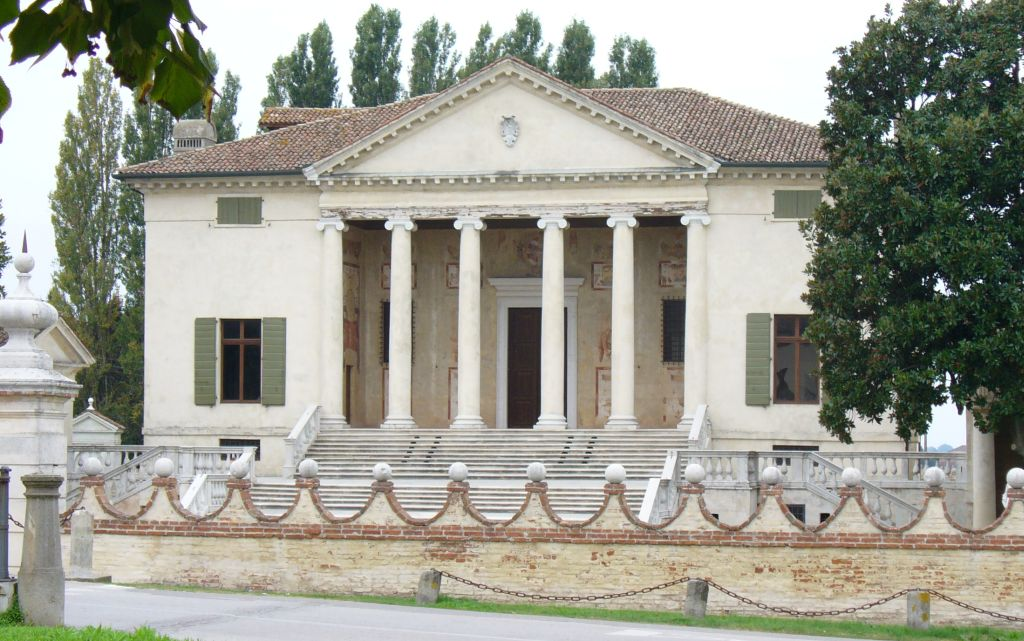
Villa Badoer.
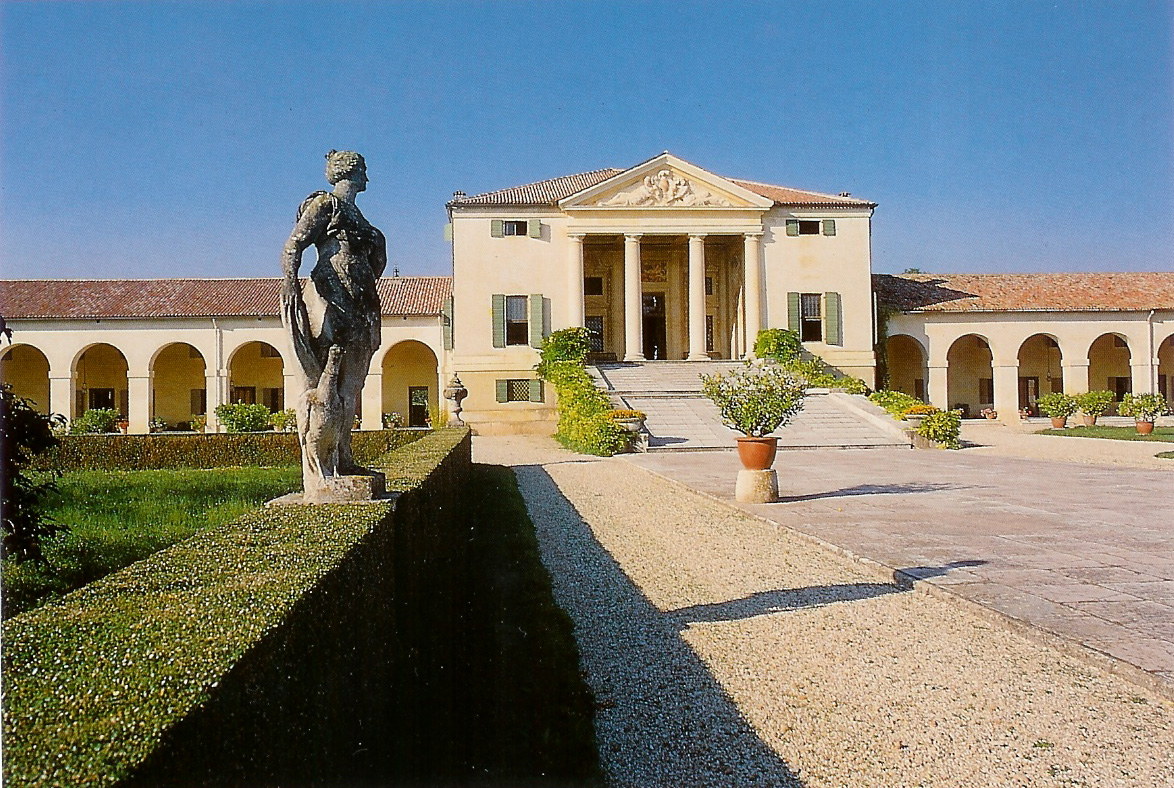
Villa Emo.

Les ouvrages publics et les résidences urbaines :
- à Vicence :
  - Basilique palladienne à partir de 1549 ;
  - Palais Chiericati à Vicence, 1550 ;
  - Palais Valmarana, 1566 ;
  - Loggia del Capitanio, inachevée, 1571 ;
  - Teatro Olimpico, achevé après 1580 (œuvre ultime terminée après sa mort par son fils Silla et son disciple Scamozzi).
- à Venise (dès 1565) :
  - Basilique San Giorgio Maggiore, à partir de 1566 ;
  - Église du Rédempteur (1576/1577-1592).

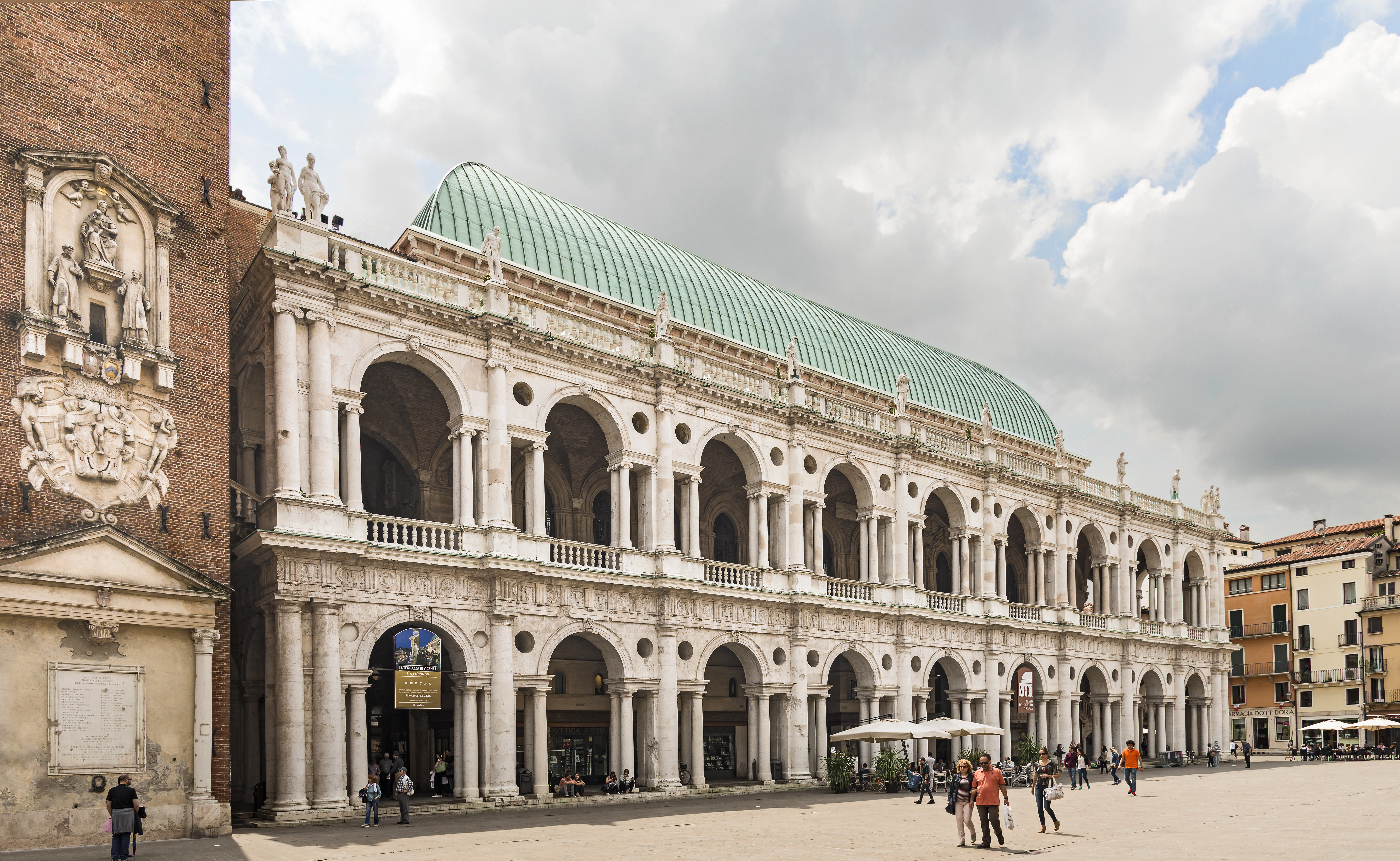
Basilique palladienne à Vicence.
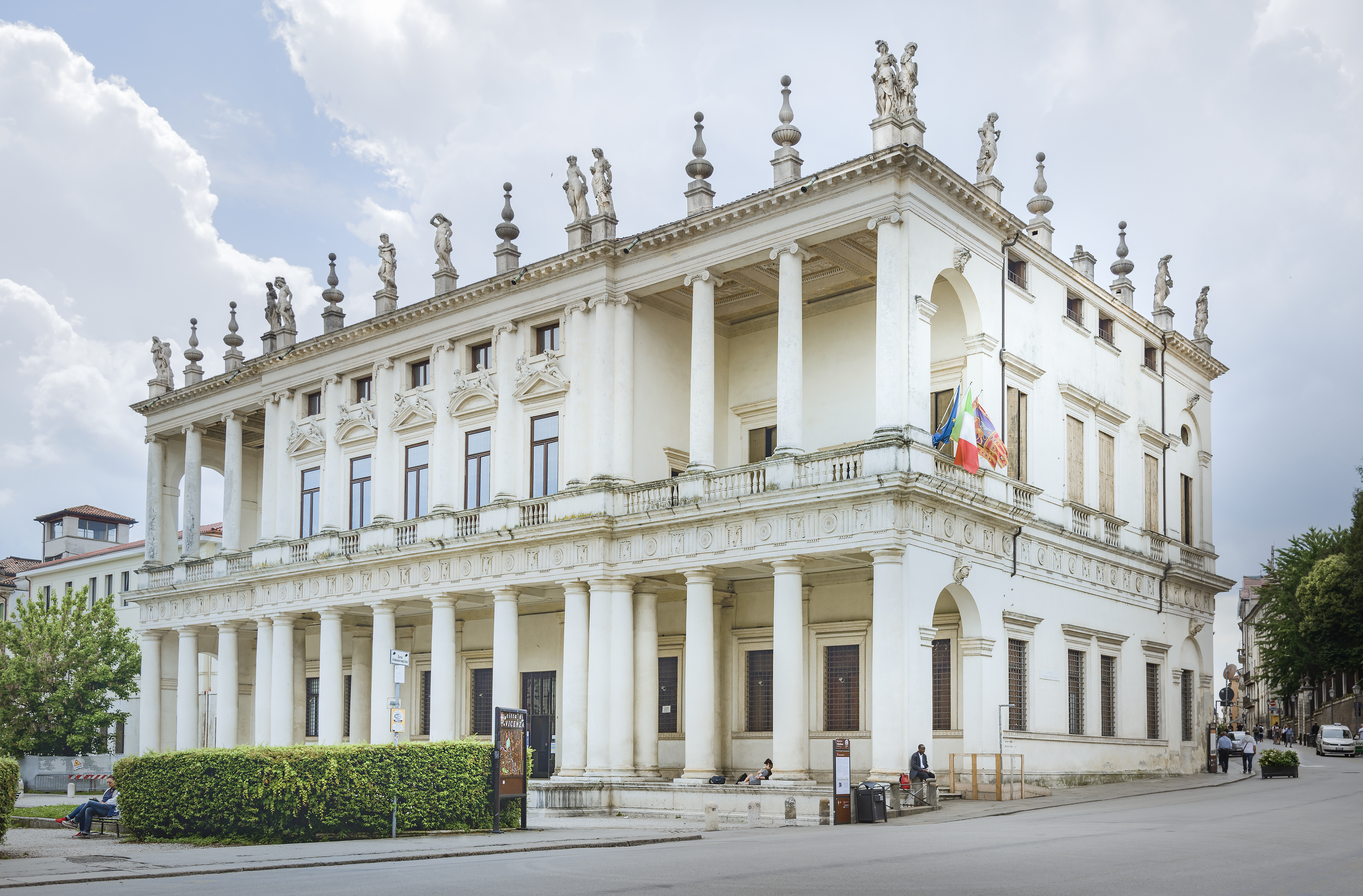
Palais Chiericati à Vicence.
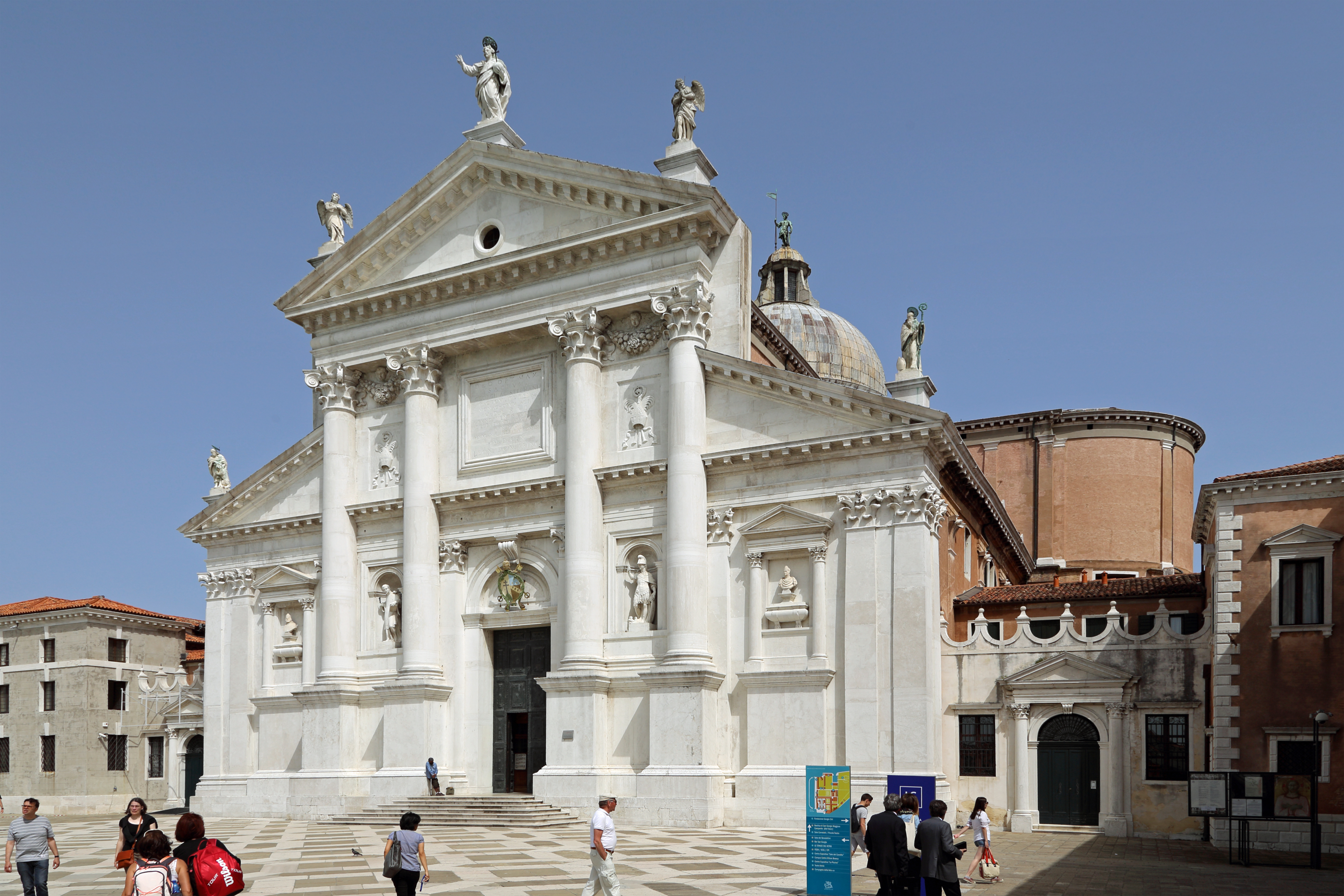
Basilique San Giorgio Maggiore de Venise.
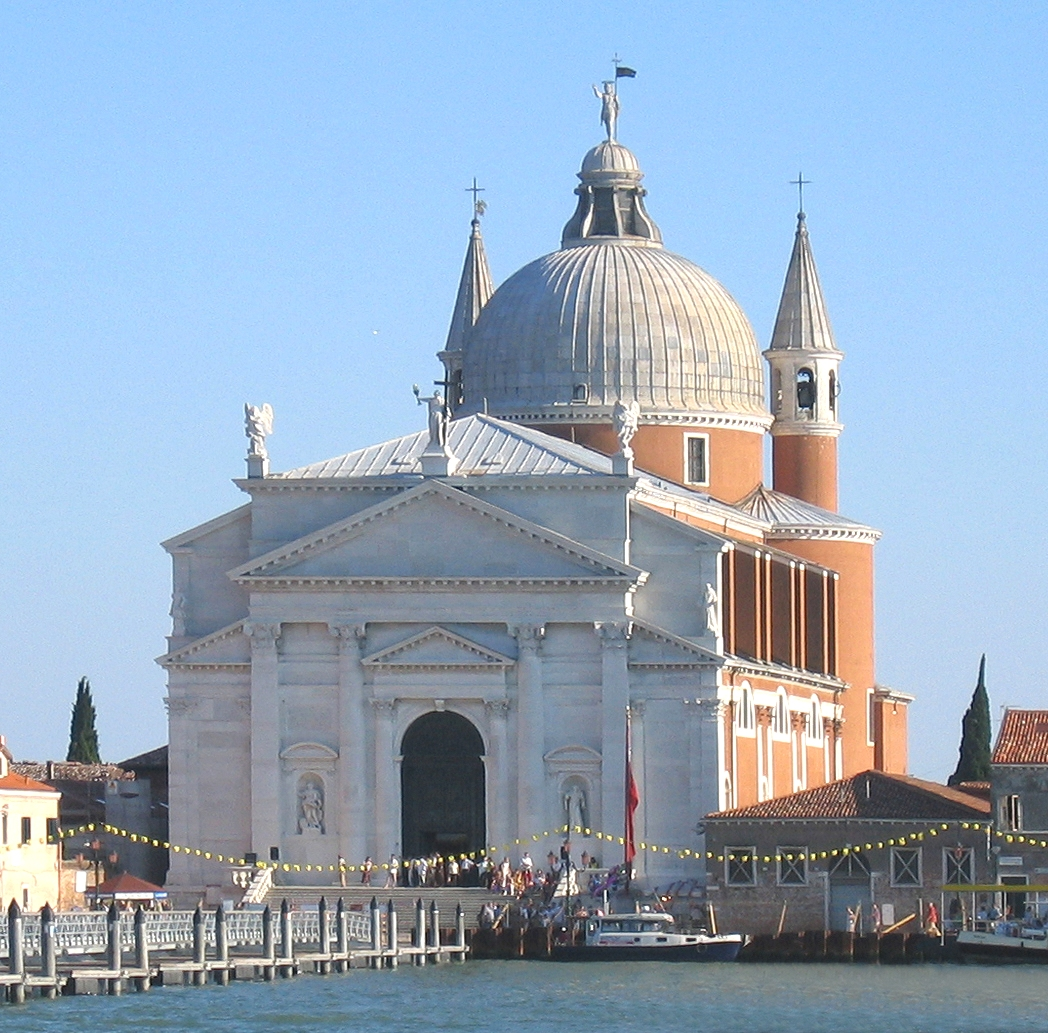
Église du Rédempteur de Venise.

#### Liste chronologique des œuvres

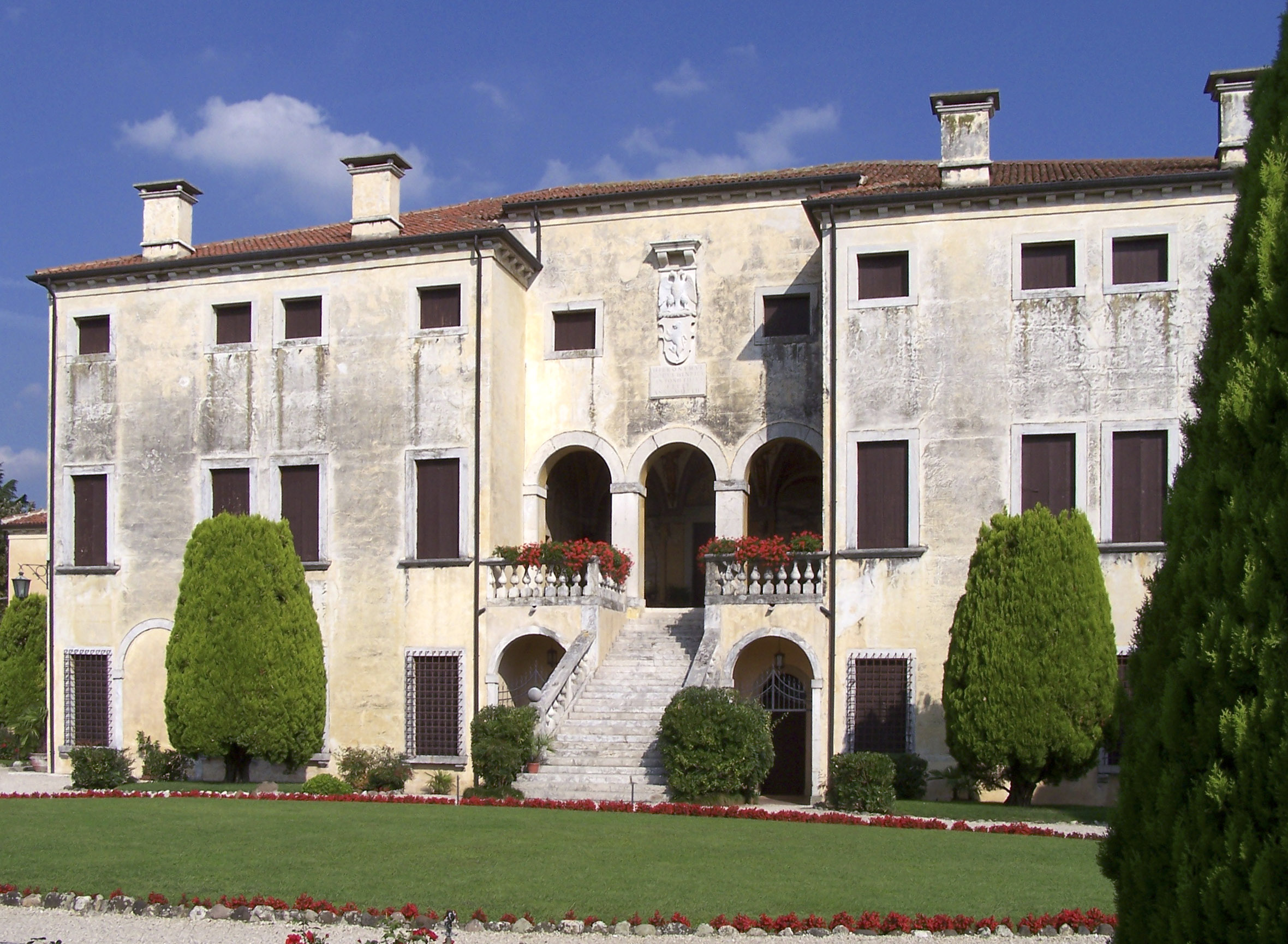
Villa Godi Malinverni, une des premières œuvres de Palladio.

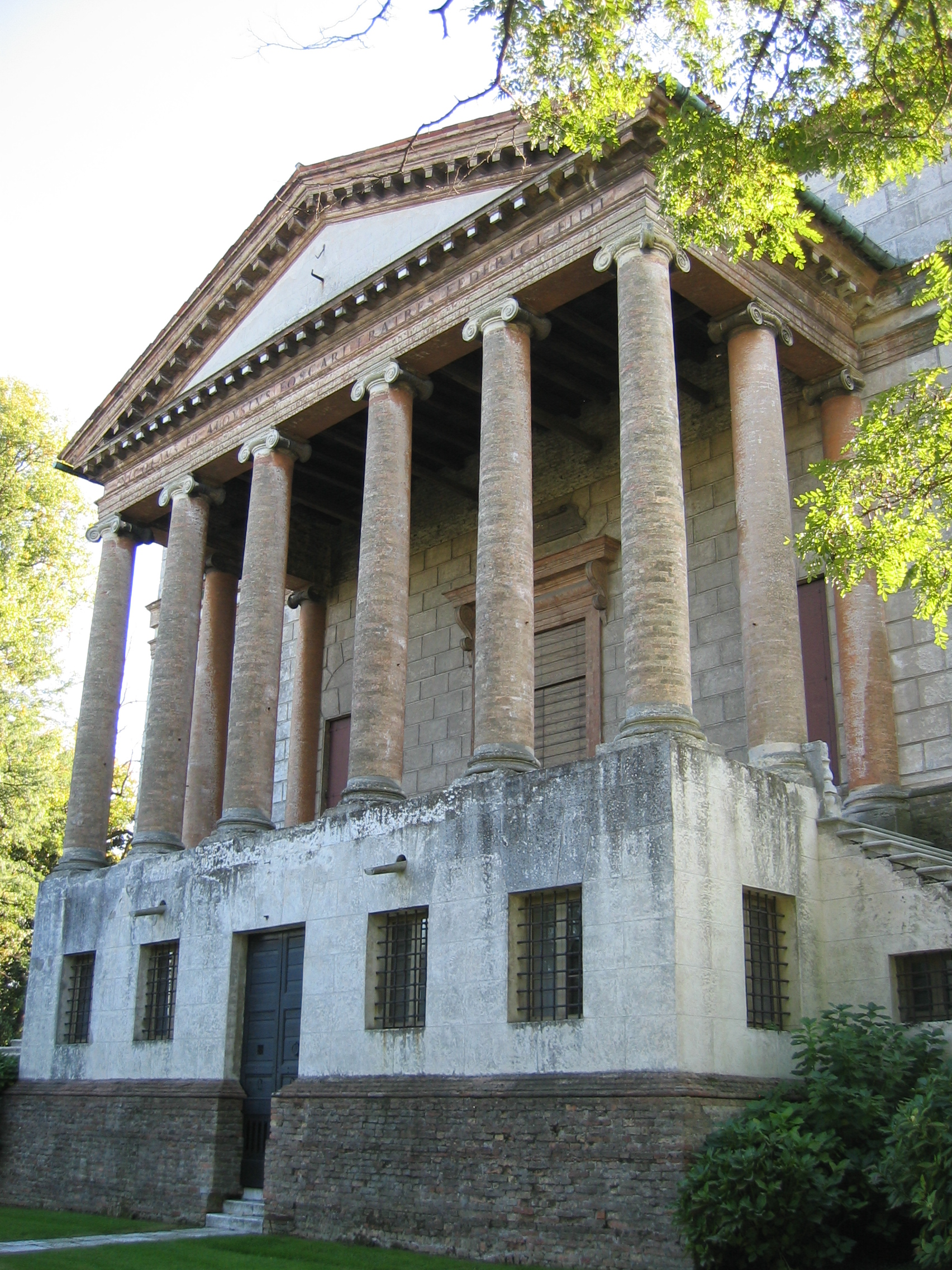
Villa Foscari dite La Malcontenta

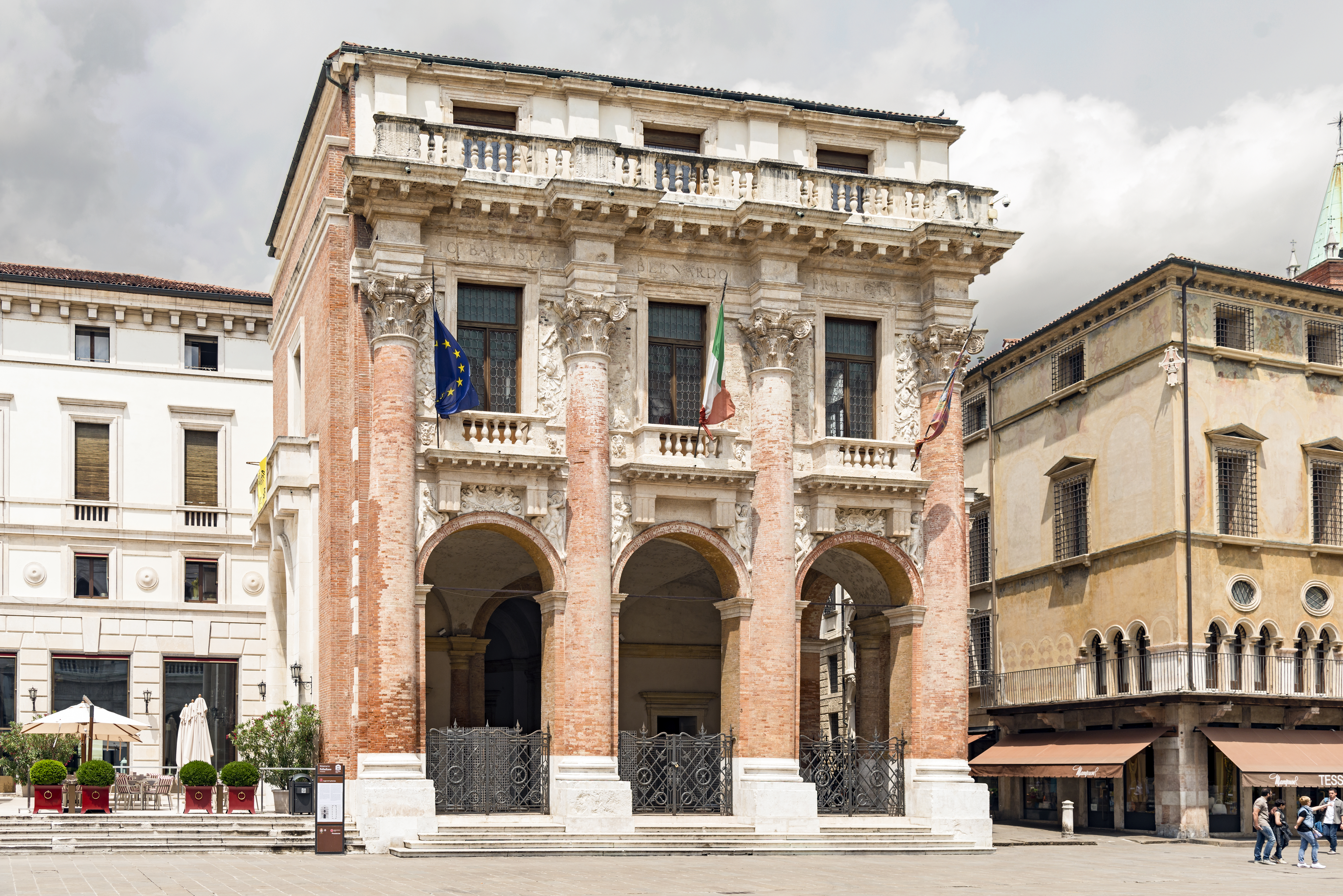
Loggia del Capitanio, Vicence

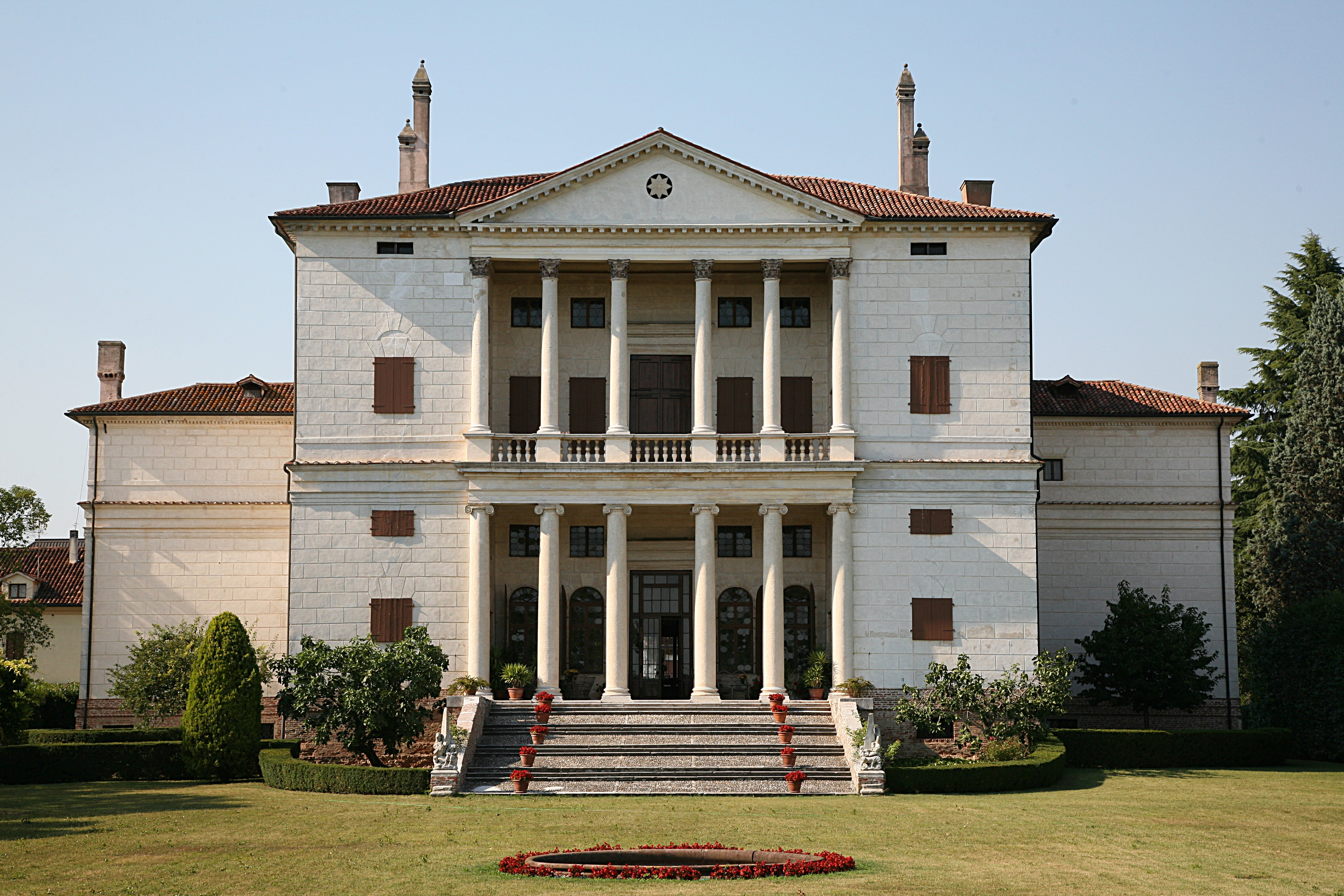
Villa Cornaro

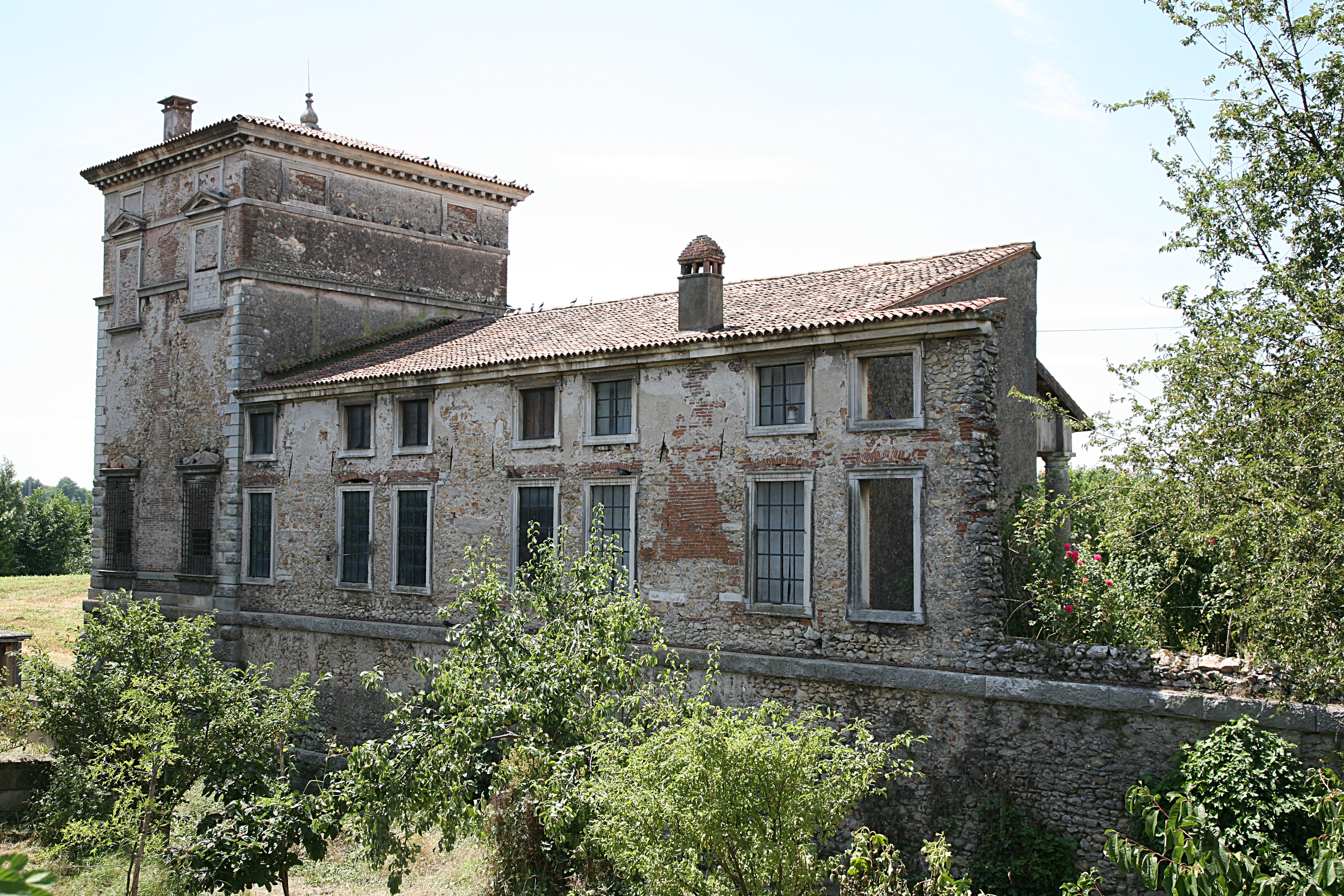
Villa Trissino

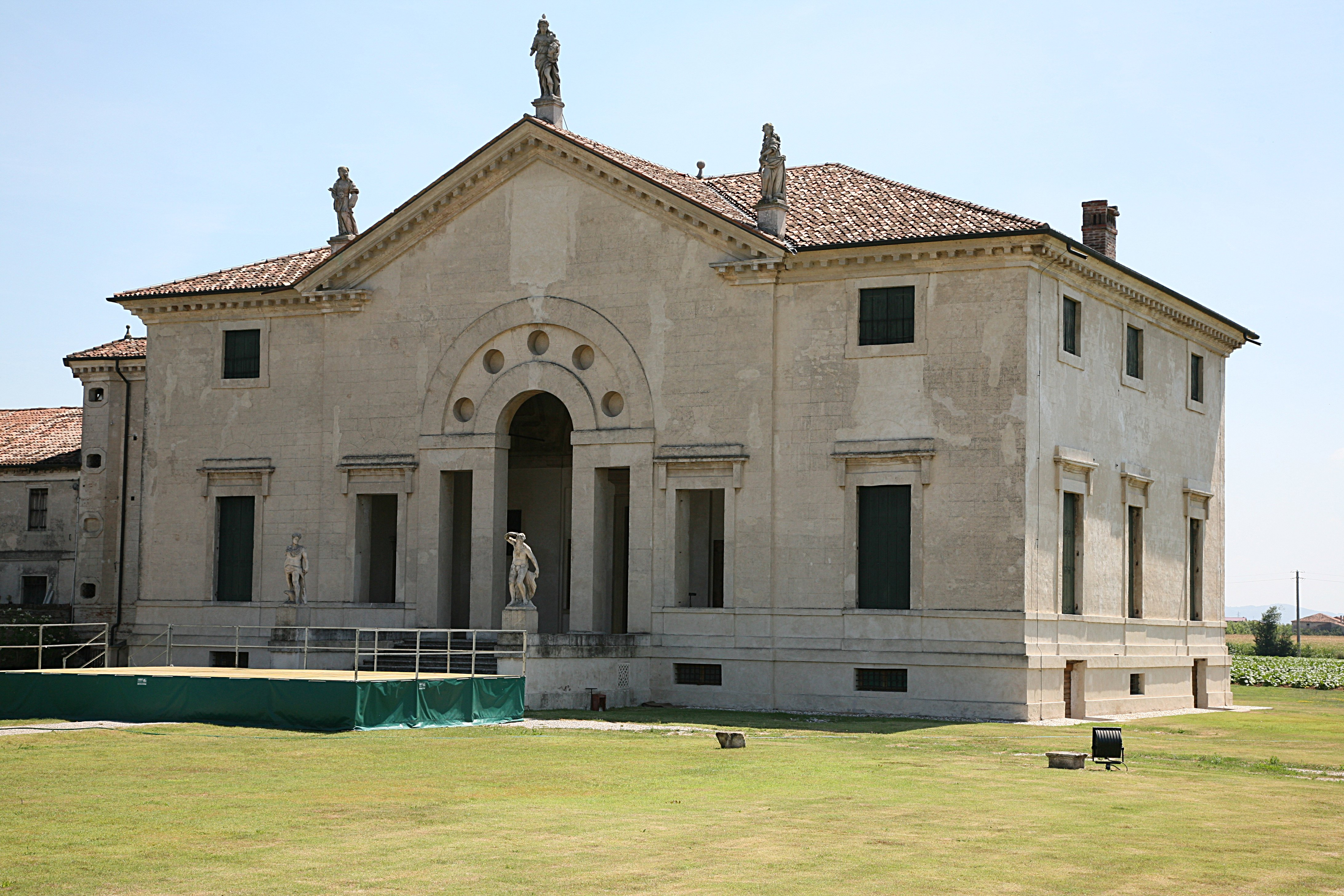
Villa Poiana

Note : les dates se réfèrent à la conception des œuvres, pas nécessairement à leur construction ni à leur achèvement. Source : CISA
- 1531 : Portail de l'église Santa Maria dei Servi, Vicence ;
- 1534 : Villa Trissino à Cricoli, Vicence (avec Gian Giorgio Trissino) ;
- 1537-1542 : Villa Godi (pour Girolamo, Pietro et Marcantonio Godi), Lonedo di Lugo di Vicenza ;
- 1539 : Villa Piovene, Lonedo di Lugo di Vicenza, Vicence (attribution) ;
- 1540-1542 : Palais Civena, Vicence ;
- 1540-1566 : Palais Poiana, Vicence (attribution) ;
- 1542-1556 : Villa Thiene, Vicence (probablement sur un projet de Giulio Romano) ;
- 1542 : Villa Gazzotti (pour Taddeo Gazzotti), Bertesina, Vicence ;
- 1542 : Villa Caldogno (pour Losco Caldogno), Caldogno, Vicence (attribution) ;
- 1542 : Villa Pisani (pour Vettore, Marco e Daniele Pisani), Bagnolo di Lonigo, Vicence ;
- 1542 : Villa Thiene (pour Marcantonio et Adriano Thiene), Quinto Vicentino, Vicence (probablement modification d'un projet de Giulio Romano) ;
- 1543 : Villa Saraceno (pour Biagio Saraceno), Finale di Agugliaro, Vicence ;
- 1544-1552 : Palais Porto (pour Iseppo De' Porti), Vicence ;
- 1546-1549 : Loggias du Palais de la Ragione (Basilique palladienne), Vicence (achèvement posthume en 1614) ;
- 1546 -1563 : Villa Poiana (pour Bonifacio Pojana), Poiana Maggiore, Vicence ;
- 1546 : Villa Contarini, Piazzola sul Brenta (Padoue) (attribution) ;
- 1547 : Villa Arnaldi (pour Vincenzo Arnaldi), Meledo di Sarego, Vicence (inachevée) ;
- 1548 : Villa Angarano, Bassano del Grappa, Vicence, (corps central, puis nouveau projet de Baldassare Longhena) ;
- 1550-1557 : Palais Chiericati (pour Girolamo Chiericati), Vicence (achèvement posthume en 1680) ;
- 1550 : Villa Chiericati (pour Giovanni Chiericati), Vancimuglio di Grumolo delle Abbadesse, Vicence (achèvement posthume en 1584 par Domenico Groppino) ;
- 1552 : Villa Cornaro (pour Giorgio Cornaro), Piombino Dese, Padoue ;
- 1552 : Villa Pisani (pour Francesco Pisani), Montagnana, Padoue ;
- 1554-1563 : Villa Badoer dite La Badoera (pour Francesco Badoer), Fratta Polesine (RO) ;
- 1554 : Villa Porto (Vivaro) (pour Paolo Porto), Vivaro di Dueville (VI) (attribution) ;
- 1554 : Villa Barbaro (pour Daniele et Marcantonio Barbaro), Maser (TV) ;
- 1554 : Villa Zeno (pour Marco Zeno), Donegal di Cessalto (TV) ;
- 1555 : Palais Dalla Torre, Vérone (réalisé partiellement ; partiellement détruit par un bombardement en 1945) ;
- 1556 : Arc Bollani, Udine ;
- 1556 : Palais Antonini, Udine (altéré par des modifications successives) ;
- 1556 : Villa Thiene, Cicogna di Villafranca Padovana, Padoue ;
- 1557 : Villa Repeta, Campiglia dei Berici, Vicence (détruite par un incendie et reconstruite sous une autre forme) ;
- 1558 : Façade de la basilique San Pietro di Castello, Venise (achèvement posthume) ;
- 1558 : Villa Emo (pour Leonardo Emo), Fanzolo di Vedelago (TV) ;
- 1558 : Coupole de la cathédrale de Vicence, Vicence (reconstruite après la Seconde Guerre mondiale) ;
- 1559 : Villa Foscari dite La Malcontenta, Malcontenta di Mira (VE) ;
- 1559 : Casa Cogollo (pour Pietro Cogollo), connue sous le nom de Casa del Palladio, Vicence (attribution) ;
- 1560-1563 : cloître des cyprès (?) réfectoire du monastère de San Giorgio Maggiore, Venise ;
- 1560 : Couvent de la Charité, Venise (seulement réalisés : cloître et atrium détruit en 1630 par un incendie) ;
- 1560 : Palais Schio (pour Bernardo Schio), Vicence ;
- 1563 : Portail latéral de la cathédrale de Vicence ;
- 1563 : Villa Valmarana, Lisiera di Bolzano Vicentino, Vicence ;
- 1564 : façade de l'église San Francesco della Vigna, Venise ;
- 1564 : Palazzo Pretorio, Cividale del Friuli, Udine (projet, attribution) ;
- 1565 : Basilique de San Giorgio Maggiore, Venise (achèvement posthume entre 1607 et 1611 avec une façade différente) ;
- 1565 : Théâtre de bois du Cortile du couvent de la Charité, Venise (détruit en 1570 par un incendie) ;
- 1565 : Loggia del Capitanio, Vicence ;
- 1565 : Palais Valmarana (pour Isabella Nogarola Valmarana), Vicence ;
- 1565 : Villa Serego (pour Marcantonio Serego), Santa Sofia di Pedemonte, Vérone ;
- 1565 : Villa Forni Cerato (pour Girolamo Forni), Montecchio Precalcino, Vicence ;
- 1566 : Villa Capra dite La Rotonda (pour Paolo Almerico), Vicence (achèvement posthume 1585 par Vincenzo Scamozzi) ;
- 1567 : Villa Trissino, Meledo di Sarego, Vicence ;
- 1568 : Pont à Bassano del Grappa (reconstruit en 1748 et après la Seconde Guerre mondiale) ;
- 1569-1575 : Palais Barbaran da Porto (pour Montano Barbarano), Vicence ;
- 1569 : Pont sur le/la Tesina, Torri di Quartesolo, Vicence (attribution) ;
- 1570 : Villa Porto (Molina) (pour Iseppo Porto), Molina di Malo, Vicence ;
- 1571 : Palazzo Porto Breganze sur la piazza Castello, Vicence (incomplet ; partiellement complété en 1615 par Vincenzo Scamozzi) ;
- 1572 : Palais Thiene Bonin Longare, Vicence
- 1574-1577 : interventions dans les salles du Palais Ducal, Venise ;
- 1574 : étude pour la façade de la Basilique San Petronio, Bologne ;
- 1576 : Chapelle Valmarana (pour Isabella Nogarola Valmarana) dans l'église de Santa Corona, Vicence ;
- 1577 : Chiesa del Redentore (église du Rédempteur), Venise ;
- 1578 : Église Santa Maria Nova, Vicence (attribution, projet, achèvement posthume en 1590) ;
- 1579 : Porte Gemona, San Daniele del Friuli, Udine ;
- 1580 : Église Santa Lucia, Venise (dessins pour l'intérieur ; démolie) ;
- 1580 : « Tempietto » de la Villa Barbaro, Maser ;
- 1580 : Théâtre Olympique, Vicence (achèvement posthume par son fils Silla et, en 1585, par Vincenzo Scamozzi concernant la scène).

## L'influence de Palladio sur l'architecture

### Publications
- Vers 1554, à Venise et à Rome : L'Antichita di Roma avec de nombreuses rééditions (1557), (1560) ;
- En 1570 : le traité les Quatre livres de l'architecture (I Quattro Libri dell'Architettura (en ligne, sur le site "Architectura" du Centre d'études supérieures de la Renaissance à Tours Architectura - Les livres d'Architecture) ; bibliographie complète, http://architectura.cesr.univ-tours.fr/Traite/Auteur/Palladio.asp?param=
- En 1556 : Palladio collabore à la publication par Daniele Barbaro du De architectura de Vitruve, pour lequel il réalise de nombreuses gravures d'architecture .

### Un théoricien

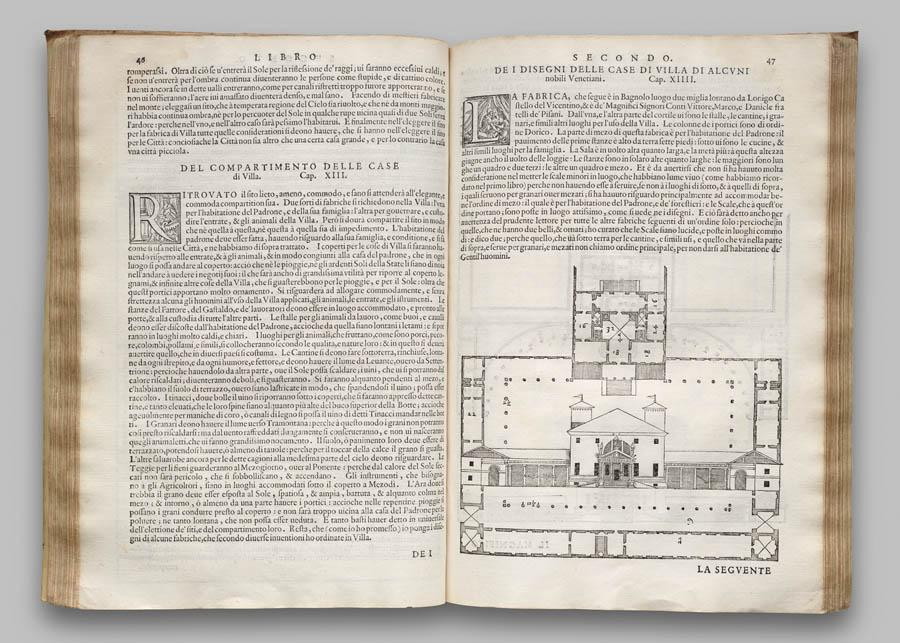
Édition 1570 in 8°
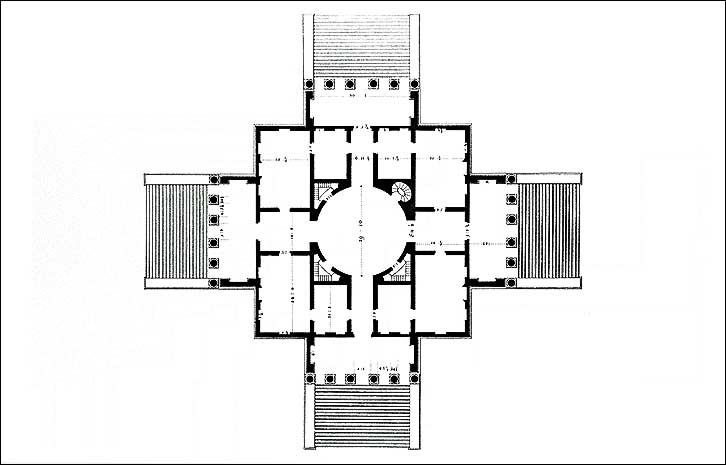
Gravure du plan de la Villa Rotonda
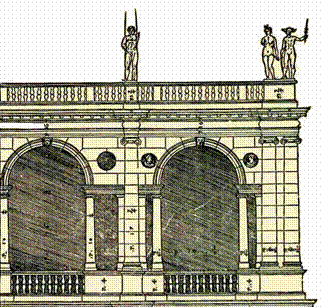
Les loggias à serliennes (Quatre Livres de l'architecture)

Les Quatre Livres de l'architecture (I Quattro Libri dell'Architectura) sont indissociables de l'œuvre de Palladio. Ce traité d'architecture, publié à Venise en 1570, est à la fois l'expression de la pensée théorique et la présentation des œuvres réalisées ou projetées de Palladio.
Palladio est un architecte de la Renaissance italienne et on peut le considérer comme un humaniste. C'est aussi un homme de son temps où, à travers ses écrits, une pensée universaliste - peut-être influencée par Vitruve ou Pline - transparaît. Un souci permanent de la proportion et de la symétrie telle qu'elle se trouve dans la nature est explicite dans l'ouvrage de Palladio. Celui-ci a grand soin d’appliquer les règles de proportion préconisées par les Anciens à la composition architecturale et, notamment, les règles des proportions musicales énoncées par Pythagore. Palladio écrit dans un mémoire de 1567 :

« Les proportions des voix sont harmonie pour les oreilles ; celles des mesures sont harmonie pour les yeux »

Sur ce point, l’élève Palladio va au-delà du maître Vitruve, car il fait une lumineuse démonstration de ce que le maître énonce laborieusement. C'est probablement cette clarté du propos qui a enthousiasmé Roland Fréart de Chambray dans son travail de traduction des Quatre Livres de l'architecture.

### Style
Similitudes avec les constructions antiques, grecques ou romaines.
Le succès de la pensée de Palladio est aussi attaché aux grandes controverses, comme la Querelle des Anciens et des Modernes. Palladio est, comme Trissino, un pourfendeur de l'art gothique. Son ouvrage théorique a pour but de créer une méthode explicite pour ne pas retomber dans les errements du passé.
Son style, s'inspirant d'éléments de l'architecture antique et de l'architecte Leon Battista Alberti, comprend souvent des façades à frontons. Dans les nombreuses villas construites en Vénétie, il se montre particulièrement inspiré et original dans la réutilisation de ces éléments d'architecture antique qui donnent aujourd'hui encore à ses œuvres une sensation de grâce et d'équilibre.
Palladio reprend également des motifs architecturaux plus modernes, tels la serlienne, à qui le succès de son œuvre apporte un grand rayonnement, et popularise les balustrades.
D'une manière originale, il choisit de recourir à la maçonnerie en briques revêtue de stuc. La pierre ne devait être utilisée que pour les détails ou les frontons, rendant ainsi possible un effet de contraste entre la pierre blanche - souvent du marbre - et le rouge du reste de la construction.

Influences : d'Alberti, les frontons ; de Serlio, les serliennes
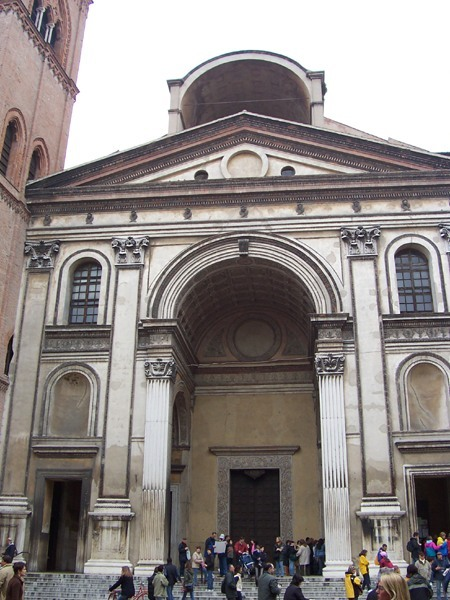
Leon Battista Alberti Façade renaissance, Basilique Saint-André de Mantoue, 1472-1494
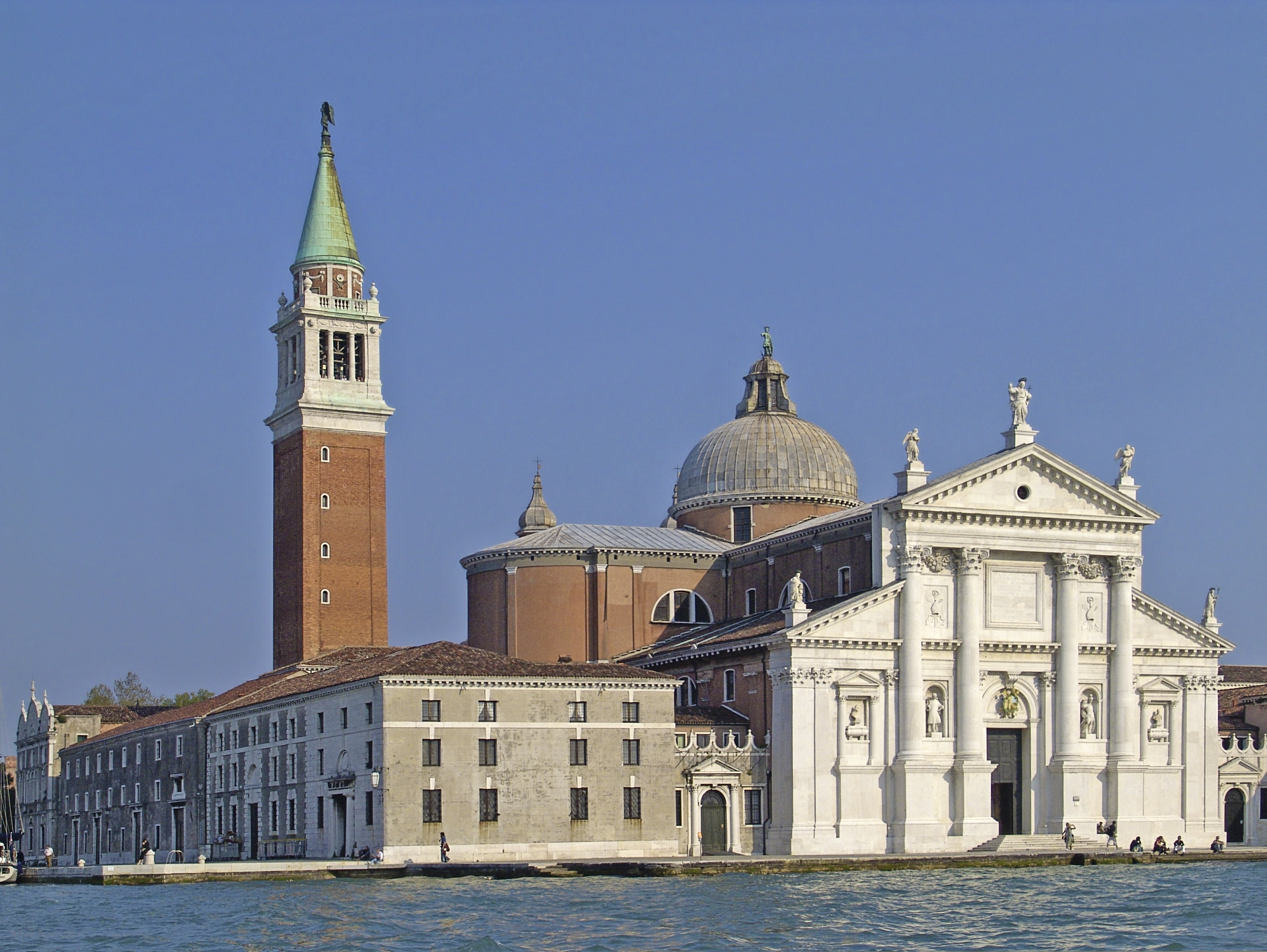
Andrea Palladio Fronton à l'antique, Basilique San Giorgio Maggiore Venise, ap.1566
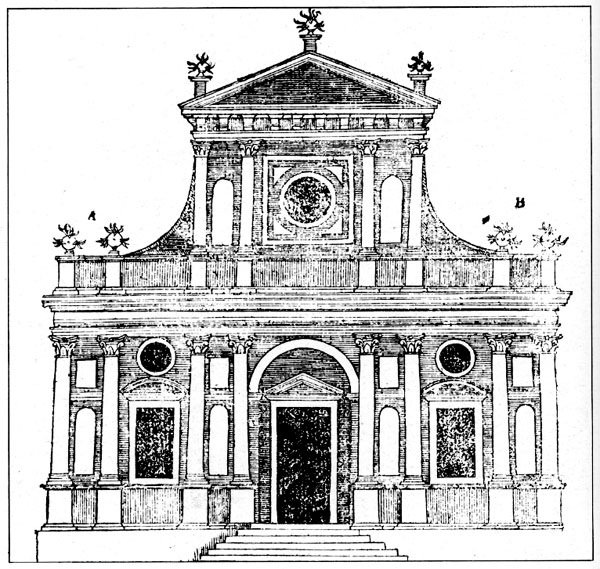
Sebastiano Serlio Façade d'église, 1537
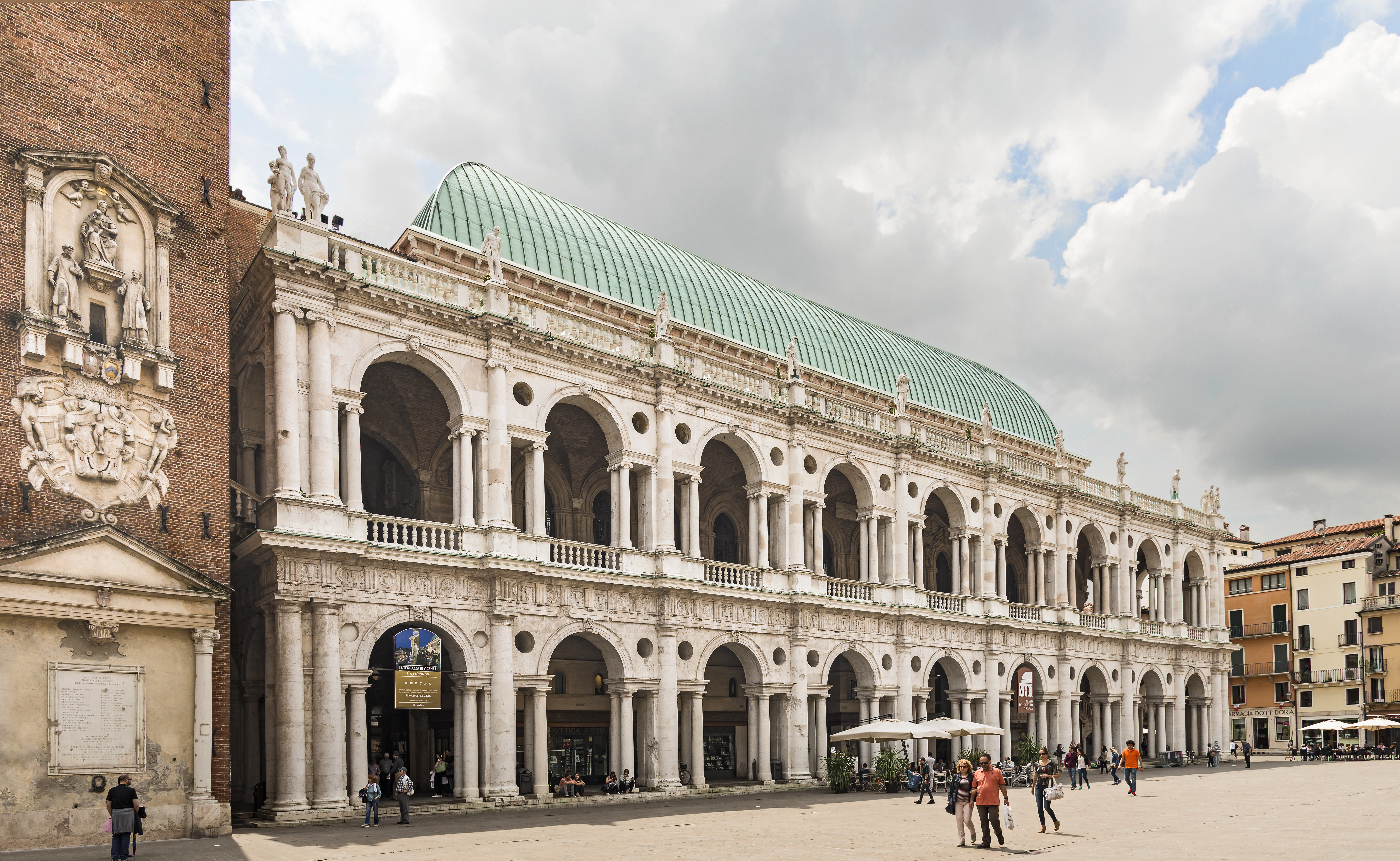
Andrea Palladio Basilique Palladienne Vicence,

### Imitateurs et admirateurs

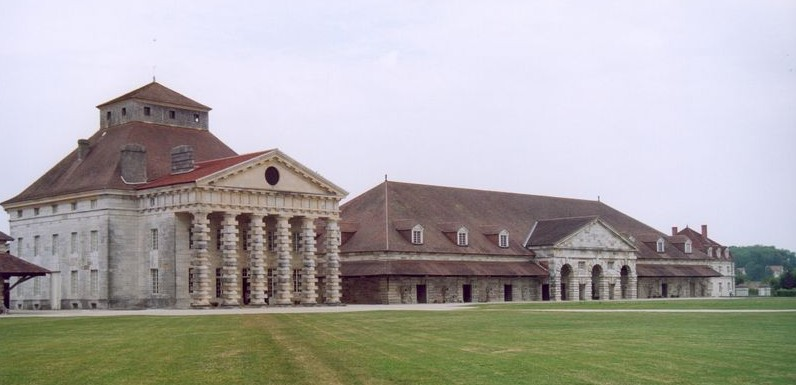
Un bel exemple de Palladianisme : saline royale d'Arc-et-Senans de Claude Nicolas Ledoux.

La pensée architecturale de Palladio a eu un grand succès en Grande-Bretagne où l'architecte Inigo Jones se fait un ardent promoteur de cette pensée. Le nom de Palladio et de nombreux autres architectes de la Renaissance italienne est mentionné dans le texte historique des Constitutions d'Anderson édité à Londres en 1723. C'est par la Grande-Bretagne, à la veille de la Révolution française, que l'art de Palladio revient en France ; en effet, l'architecte Claude Nicolas Ledoux y découvre le Palladianisme - art inspiré de Palladio -, et l'introduit en France.
Thomas Jefferson, lui-même, s'est intéressé à l'œuvre de Palladio lors de voyages en Europe. Sa maison de Monticello, près de Charlottesville, dont il dressa lui-même les plans, en est une illustration. Un contemporain du président Jefferson rapporte que celui-ci aimait à prétendre : « Palladio, mon maître, Les Quatre Livres de l'architecture, ma Bible ».
D'autres architectes plus contemporains sont aussi influencés par Palladio, Ricardo Bofill notamment qui a à son actif plus de cinq cents projets dans une cinquantaine de pays différents, Aldo Rossi, Charles Moore et bien d'autres.